# Luigi Ricceri
Luigi Ricceri, S.D.B., (Mineo, 8 mei 1901 - Castellammare di Stabia, 15 juni 1989) was een Italiaans rooms-katholiek priester en generaal overste van de orde van de Salesianen van Don Bosco.
Viganò trad in bij de Salesianen en hij werd in 1925 tot priester gewijd. In 1965 volgde hij Renato Ziggiotti als 6e opvolger van Don Bosco als overste van de Salesianen. Onder zijn leiding werd het hoofdhuis van de Salesianen verplaatst van Turijn naar Rome. Hij werd opgevolgd door Egidio Viganò.
- International Standard Name Identifier: 0000 0004 5385 7518
- Nederlandse Thesaurus van Auteursnamen: 395608775
- Istituto Centrale per il Catalogo Unico: CFIV011274
- Virtual International Authority File: 106144648379597154889
- WorldCat: E39PBJqFHGJQt96VhKbQK3j3cP